# Ґрабе (Куявсько-Поморське воєводство)
Ґрабе (пол. Grabie, нім. Grabe) — село в Польщі, у гміні Александрув-Куявський Александровського повіту Куявсько-Поморського воєводства.
Населення — 253 особи (2011).
У 1975-1998 роках село належало до Влоцлавського воєводства.

## Демографія
Демографічна структура станом на 31 березня 2011 року:
|          | Загалом | Допрацездатний вік | Працездатний вік | Постпрацездатний вік |
| -------- | ------- | ------------------ | ---------------- | -------------------- |
| Чоловіки | 136     | 39                 | 91               | 6                    |
| Жінки    | 117     | 36                 | 65               | 16                   |
| Разом    | 253     | 75                 | 156              | 22                   |